# جيرمي سكاهيل
جيرمي سكاهيل (ولد في 18 أكتوبر 1974) هو صحفي أمريكي، وكاتب، ومحرر مؤسس في الصحيفة الرقمية ذا إنترسبت. ألّف سكاهيل كتاب مياه سوداء: صعود أقوى جيش من المرتزقة الذي فاز بجائزة جورج بولك للكتاب. له أيضًا كتاب حروب قذرة: العالم كساحة معركة نشرته دار نيشن بوكس في 23 أبريل 2013. في 8 يونيو 2013، صدر فلم وثائقي يحمل ذات الاسم حروب قذرة والذي أنتجه سكاهيل وشارك في تأليفه وروايته. فاز الفيلم المنتج في مهرجان صندانس السينمائي 2013. ترك سكاهيل ذا إنترسبت في يوليو 2024 وأسس -مع الصحفي ريان غريم والصحفية ناوسيكا رينر- منصة الأخبار "دروب سايت نيوز".

## نشأته
وُلد جيرمي سكاهيل في مدينة شيكاغو بولاية إلينوي في الولايات المتحدة الأمريكية، ونشأ في ضاحية واواتوسا بولاية ويسكونسن. تربى جيرمي في عائلة ناشطة اجتماعيًا. بدأ مسيرته المهنية كمتدرب غير مدفوع الأجر مع برنامج الأخبار الديمقراطية الآن!، وخلال عمله هناك، تعلم الجانب التقني للإذاعة، وتعلم الصحافة "كحرفة، لا كدراسة أكاديمية". تحدث أيضًا سكاهيل عن مدى تأثير القِس الناشط دانيال بيريغان على تكوينه ورؤيته للعدالة والنضال الاجتماعي حيث قال: "لم يكن لي أن أكون هنا لولا دانيال بيريغان الذي قضى حياته مناهضًا للحرب، وللتوسع النووي، والعنصرية. عمل أيضًا سكاهيل منتجًا للسلسلة التلفزيونية لمايكل مور "الحقيقة البشعة".

## روابط خارجية
- جيرمي سكاهيل على موقع IMDb (الإنجليزية)
- جيرمي سكاهيل على موقع ميوزك برينز (الإنجليزية)
- جيرمي سكاهيل على موقع إن إن دي بي (الإنجليزية)
- جيرمي سكاهيل على موقع ديسكوغز (الإنجليزية)
- جيرمي سكاهيل على موقع قاعدة بيانات الفيلم (الإنجليزية)